# Frank Lovejoy
Frank Lovejoy (28 de marzo de 1914 - 2 de octubre de 1962) fue un actor cinematográfico estadounidense de los años cuarenta y cincuenta, que interpretó habitualmente papeles secundarios. Antes de hacerse actor de cine, Lovejoy fue un exitoso narrador radiofónico y actor teatral. Lovejoy fue actor de voz en la serie radiofónica de los años treinta llamada Gangbusters, interpretó al personaje principal del programa de radio de los años cuarenta Blue Beetle, y participó en la serie radiofónica de los cincuenta Nightbeat.
En el cine Lovejoy fue efectivo interpretando a personajes ordinarios en situaciones extraordinarias. Lovejoy también actuó en muchas películas sobre la Segunda Guerra Mundial. Es de destacar el film de 1952 Retreat Hell, en el que se describía la retirada del ejército estadounidense en la Batalla de la Reserva de Chosin durante la guerra de Corea. Fue dirigida por Joseph H. Lewis.
Lovejoy estuvo casado con la actriz Joan Banks, con la cual tuvo un hijo y una hija. Anteriormente había estado casado con Frances Williams. Falleció por un ataque cardiaco en Nueva York, en 1962.

## Trayectoria

### Filmografía seleccionada
- Home of the Brave (1949)
- In a Lonely Place (1950)
- I Was a Communist for the FBI (1951)
- Try and Get Me! (1950) (también llamada The Sound of Fury)
- En un lugar solitario (1950)
- La fuerza de las armas (1951)
- House of Wax (La casa de cera) (1953)
- The Hitch-Hiker (1953)
- Julie (El diabólico Sr. Benton) (1956)
- Cole Younger, Gunfighter (1958)

### Programas radiofónicos
- Nightbeat
- Gangbusters
- Blue Beetle

### Televisión
- Meet McGraw (1957-58)